# ブリテン・ノーマン アイランダー
ブリテン・ノーマン アイランダー
- 用途：旅客機
- 設計者：ジョン・ブリテン、デスモンド・ノーマン（英語版）
- 製造者：ブリテン・ノーマン
- 初飛行：1965年6月13日
- 生産数：1,280
- 生産開始：1965年
- 運用状況：運用中
- ユニットコスト：$53,000 (1968)[1]

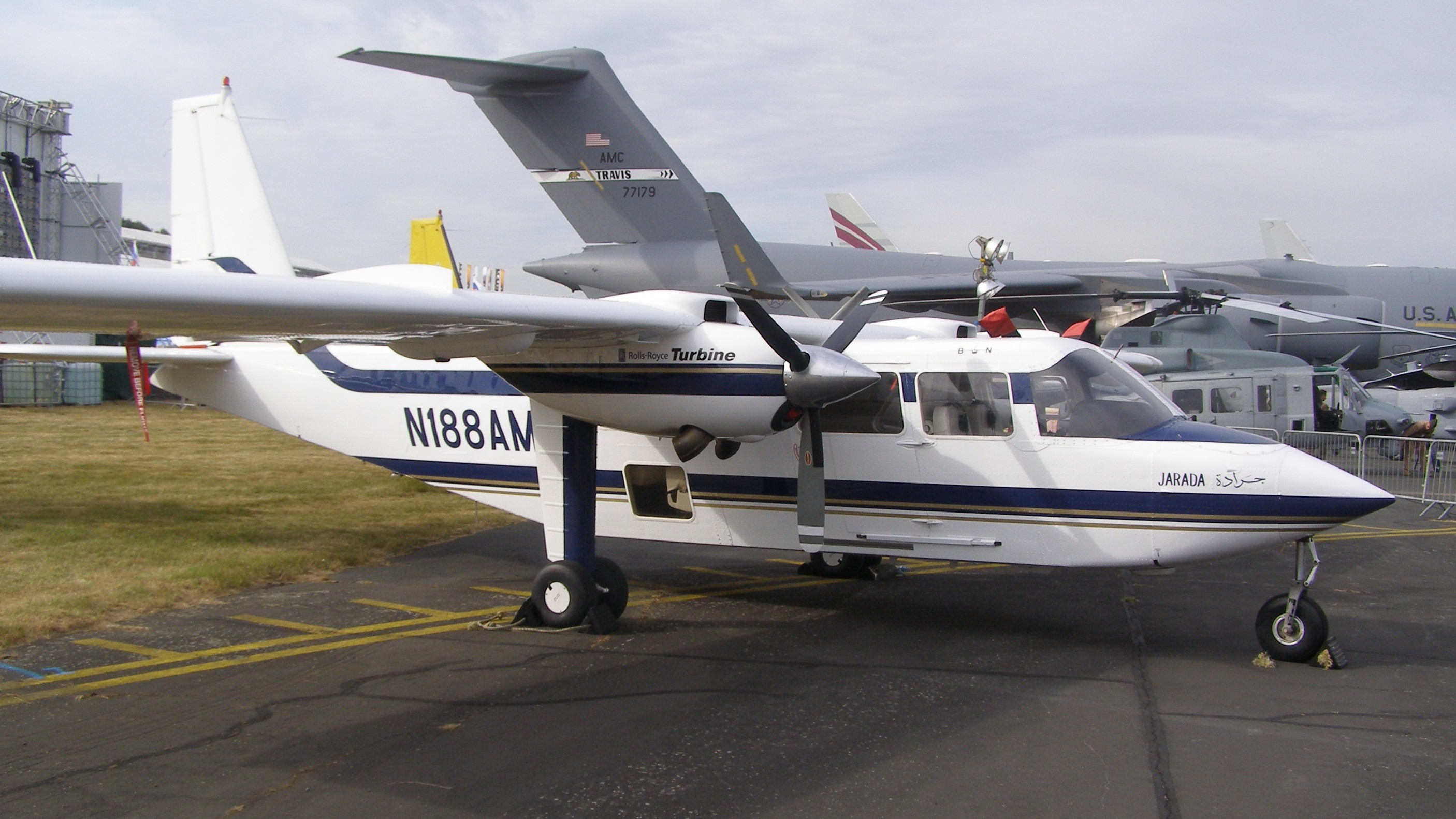
BN-2T

ブリテン・ノーマン BN-2 アイランダー (Britten-Norman BN-2 Islander) は、イギリスのブリテン・ノーマンが製造する汎用機。

## 概要
原型機は1965年6月13日に初飛行した。260 hp双発という低馬力のエンジンで、乗員を含め10人を乗せることができる。パイロットを1名とし、副操縦士席にも乗客を乗せる場合が多い。
無駄な機内の通路をなくし、5列の2人掛け座席に対して両側に計3個の大型ドアをつけ、自動車のように出入りするなどの工夫をして胴体の断面積を減らしている。また、引き込み装置を廃した固定脚の採用、エンジン補機に既成の部品を使うなど、当時の機体としても極めて安価であった。その独特な形状は、使用目的を満たすための機能追求の表れである。
近距離航空用に多く使われ、その名が示すように離島間など滑走路が狭く短く周囲の地形が険しいなど設備に制約のある空港を結ぶことを視野に設計されている。引き込み機能を有しない降着装置はスペース節約と重量軽減、整備設備が乏しい場所でも運航が滞ることがないように配慮され選択されたものである。
一見無骨で飾り気がないその姿は、エンジン後方の大型フラップを有することで軽量細身の機体と相まって優れたSTOL性能を獲得している。また、高翼機であることに加え、低速でも安定性と操縦性を維持する大きな尾翼と動翼を持つことで、狭量地の滑走路特有の乱気流や横風に強い。脚配置が幅広の二等辺三角形に見えるほどワイドトレッドの主脚は、離着陸滑走時の横風に対する踏ん張りが強い。いずれもまさにその名の通りの使用条件下における高い運航率を追求したものである。
実際、より大型の新型機種が欠航するような悪条件下でも運航が可能であったし、その経験のあるパイロットからは絶大の信頼を得ている機体である。また、主脚に首脚と同一サイズの小径タイヤをダブルで使用しているのも、部品の調達のしやすさと、いざという時に代用ができるよう考慮されたものである。
後にターボプロップエンジンに換装したモデルが登場し、エンジンを3発にしたブリテン・ノーマン トライランダーも開発されている。
軍用機としては軽輸送や洋上での捜索救難等に使用できる。またディフェンダー (Defender) と呼ばれる軍用専用型は、主翼にロケット弾、爆弾、機銃ポッドなどを装備してCOIN機として運用することも可能である。モーリタニアではポリサリオ戦線への攻撃に6機が使用されて2機が撃墜された。カンボジアでは機銃ポッドやロケット弾、迫撃砲弾で武装し、ポル・ポト派への攻撃に3機が使用されたが1機が失われた。また、アメリカでのブランチ・ダビディアンへの籠城戦では、FBIが電子偵察機として1機を使用した。

## 現行機種
- BN-2B-26 アイランダーII（ライカミング O-540-E4C5, 260 ps (194 kW) 装備型）
- BN-2B-20 アイランダーII（ライカミング IO-540-K1B5, 300 ps (224 kW) 装備型）
- BN-2T タービン・アイランダー（ロールスロイス・アリソン 250-B17C ターボプロップ装備型）

## 採用国（軍用）
アンゴラ
 アラブ首長国連邦（アブダビ）
 アンティグア・バーブーダ
 ベルギー
 ベリーズ
2024年時点で、 ベリーズ国防軍が1機のBN-2Bを保有（稼働状態は疑問）。
 ボツワナ
 ミャンマー
 カンボジア
 中央アフリカ
 シスカイ
 コンゴ民主共和国
 キプロス
 フィンランド
 イギリス
 ガーナ
 ガンビア
 ガイアナ
 香港
 ハイチ
 インドネシア
 インド
 アイルランド
 イラク
 イスラエル
 ジャマイカ
2024年時点で、ジャマイカ国防軍が1機のBN-2Aを保管中。
 ヨルダン
 マダガスカル
 メキシコ
 マリ
 マルタ
 モーリタニア
 モーリシャス
 マラウイ
 ネパール
2023年時点で、ネパール軍航空隊が1機のBN-2Tを保有。
 オランダ
 オマーン
 パナマ
 パキスタン
 ペルー
 フィリピン
 カタール
 ルーマニア
 ルワンダ
 セネガル
 セーシェル
 ソマリア
 スリナム
スリナム国軍が運用。退役済み。
 タイ
 ベネズエラ
 南アフリカ共和国
 ザンビア
 ジンバブエ

## 使用する日本の航空会社

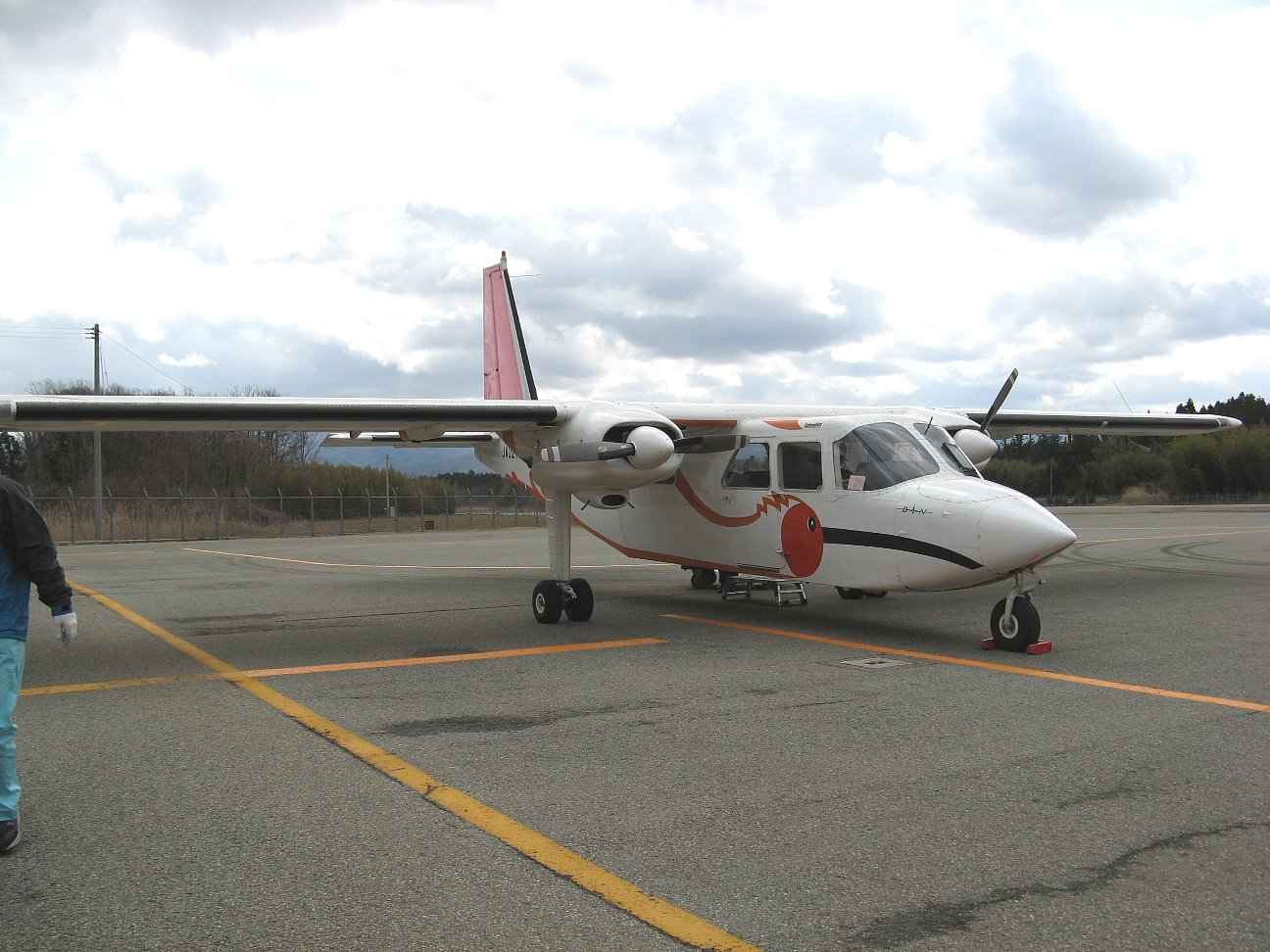
旭伸航空機（佐渡空港にて）

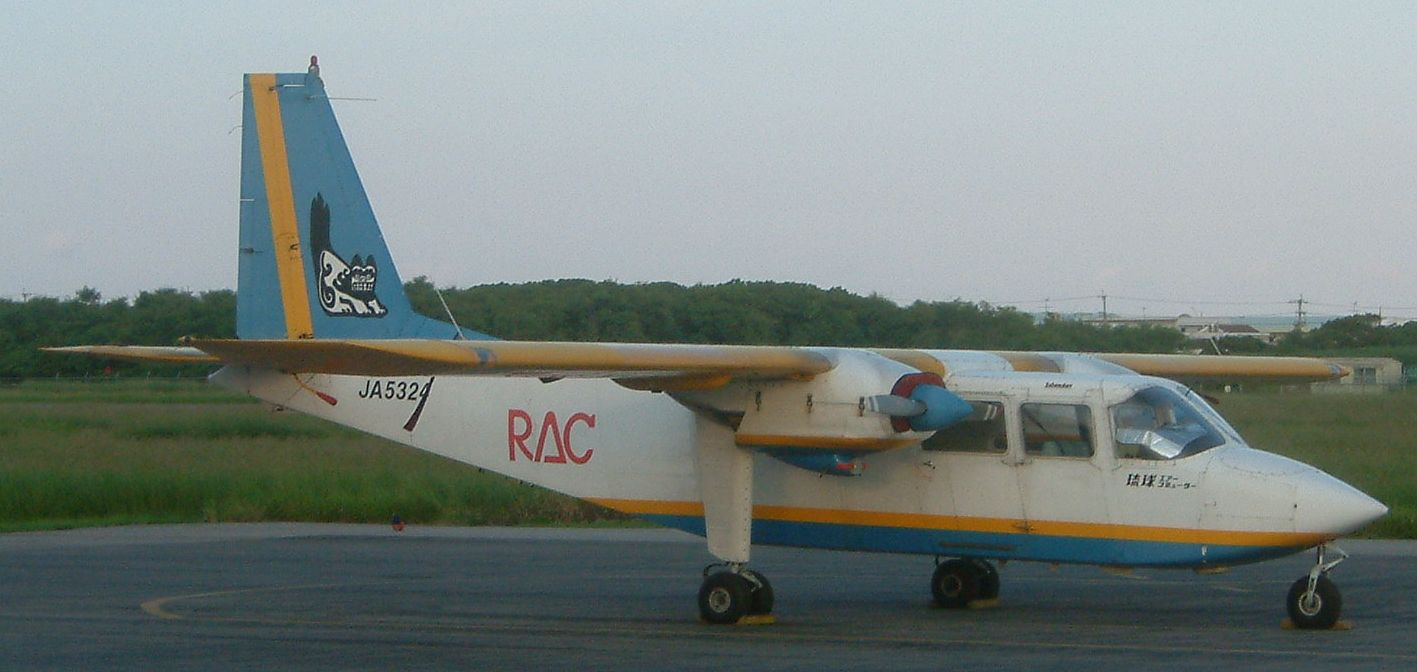
BN-2B アイランダーII（琉球エアーコミューター）

離島の多い日本では貴重な交通手段として活躍してきたが、離島空路の慢性的な赤字や機材の老朽化から次々と離脱している。現在使用している航空会社は下記の通りである。
- 新日本航空：鹿児島空港から薩摩硫黄島飛行場のチャーター便にBN2P型が運航される。なお、2011年7月29日から新潟 - 佐渡航路にも就航していたが、2014年4月以降は運休状態となっている。（現在セスナ172による運航）

### かつて使用していた日本の航空会社
- 日本内外航空：1983年頃に退役
- 公共施設地図航空：1986年頃に退役
- 朝日航空：1992年に退役
- 日本コンチネンタル空輸：1996年に廃業するまで使用
- オリエンタルエアブリッジ（旧・長崎航空）：2006年に退役
- 旭伸航空：2008年に廃業するまで使用
- 琉球エアーコミューター：2009年7月退役
- エアードルフィン：2008年に廃業するまで使用
- 新中央航空：2011年3月退役、以後ドルニエ 228に置き換え。
- 第一航空：琉球エアーコミューターより2機を譲受し運航していたが、2015年8月1日に就航したツインオッター400によって置き換えられ[7]、2017年10月をもって全機登録抹消[8]。

## 諸元・性能
出典: Green, William. The Observer's Book of Aircraft. London. Frederick Warne & Co. Ltd., 1976. ISBN 0-7232-1553-7
諸元
- 乗員: 1または2名
- 定員: 8または9名
- 全長: 10.86 m (35.6 ft)
- 全高: 4.18 m (13.7 ft)
- 翼幅: 14.94 m (49.0 ft)
- 翼面積: 30.2 m2 (325 sq ft)
- 空虚重量: 1,627 kg (3,587 lb)
- 最大離陸重量: 2,993 kg (6,598 lb)
- 動力: ライカミング O-540-E4C 水平対向6気筒レシプロエンジン、195 kW （260 hp）   × 2

性能
- 最大速度: 273 km/h (147 kn)
- 巡航速度: 257 km/h (139 kn)
- 航続距離: 1,400 km (760 nmi)
- 実用上昇限度: 4,024 m (13,202 ft)
- 上昇率: 295 m/min (970 ft/min)